# Silo (Album)
Silo ist ein Jazzalbum von Christophe Berthet, Vinz Vonlanthen und Cyril Bondi. Die am 31. Juli, 1. August 2009 und am 29. Juli 2010 in Renens entstandenen Aufnahmen erschienen 2012 auf Leo Records.

## Hintergrund
Der Gitarrist Vinz Vonlanthen nahm das Album mit dem Holzbläser Christophe Berthet und dem Schlagzeuger Cyril Bondi auf. Bereits 2002 hatten Berthet (der aus der Genfer Improvisationsszene stammt) und Vonlanthen das Duoalbum Effet Papillon bei Unit Records vorgelegt.

## Titelliste
- Christophe Berthet, Vinz Vonlanthen, Cyril Bondi: Silo (Leo Records CD LR 638)[1]

1. Présage 4:43
2. Alcatraz 3:49
3. Brest 4:02
4. 7h13 2:57
5. Crépusculaire 3:59
6. Complainte alpestre 2:32
7. Astéroïde 5:14
8. Microcosme 4:06
9. Passage 4:15
10. Animal song 4:10
11. Cyanogène 4:39
12. Durch Berlin 4:37
13. Chimère 3:44

Die Kompositionen stammen von Christophe Berthet, Cyril Bondi, Vinz Vonlanthen.

## Rezeption
Nach Ansicht von Glenn Astarita, der das Album in All About Jazz mit vier Sternen auszeichnete, spielte der experimentelle Gitarrist Vinz Vonlanthen auf Silo mit einem kollaborativen, hoch motivierten Team, das auf asymmetrische Impulse, geschäftige Bewegungen und Passagen setze, die von neugierigen thematischen Konstruktionen durchzogen seien, die alle durch einen hervorragenden Tontechnikprozess verbessert würden. Im Wesentlichen begebe sich dieses Trio „auf eine Reise, um durch enthusiastisches Zusammenspiel inmitten einiger sintflutartiger Regenfälle nach diesen oft schwer fassbaren Antworten zu suchen“. Dabei würde das Trio eine Vielzahl stimmungserzeugender Gefühlslagen umsetzen, komplett mit Zufällen, prägnanten Mustern und mehrdimensionalen klanggestaltenden Bestandteilen. Mit Berthets kratzigen Phrasierungen würden die Musiker auch in grobe Gerüste eintauchen. 
Zweifellos bringe die Band Abwechslung in das Programm, aber was noch wichtiger sei: Sie würden ihre gebündelte Erfindungskraft ausnutzen. „Im weitesten Sinne verfolgen sie eine Denkweise des Suchens und Zerstörens, in der es von investigativen Segmenten nur so wimmelt und die von ihrer unheilvollen Zerstörungskraft überschattet wird“.